# 矢野道雄
矢野道雄（やの みちお、1944年6月 - ）は、日本の数学者、インド数学・インド占星術研究者、京都産業大学名誉教授。

## 来歴
京都府福知山市生まれ。1967年京都大学文学部印度哲学科卒、1972年同大学院梵語梵文学博士課程中退（専攻はインド学および科学史）、薮内清等に師事。主として古代インドを軸に、科学史から天文学・数学・占星術の進展研究・原典訳を行っている。
1973年京都産業大教養部講師、1977年助教授、1979年同・国際言語科学研究所助教授、1984年に教授、のち所長（第9代）。2000年に同文化学部教授に異動、2010年4月定年退任し特任教授。2015年4月に退職し名誉教授。
1996年「クーシュヤールの占星術書写本の校訂研究」で文学博士（京大）。

## 著書
- 密教占星術－宿曜道とインド占星術　東京美術選書 1986.11／東洋書院（増補改訂） 2013.9
- 占星術師たちのインド 暦と占いの文化　中公新書 1992.7
- 星占いの文化交流史　勁草書房 2004.11、新装版2019.5
- インド数学の発想 IT大国の源流をたどる　NHK出版新書 2011.5

## 翻訳・共著
- インド天文学・数学集 アールヤバティーヤほか　科学の名著 第Ⅰ期<1> 朝日出版社 1980。電子書籍 2014
- インド医学概論 チャラカ・サンヒター　科学の名著 第Ⅱ期<1> 朝日出版社 1988。電子書籍 2014 - 各 訳注・解説
- 古代の精密科学  O・ノイゲバウアー 斎藤潔と共訳注、恒星社厚生閣 1984、新版1990
- スシュルタ本集  大地原誠玄訳、山下勤と共校訂・解説、たにぐち書店 全3巻 1993-94
昭和初期にサンスクリット原典から訳されたインド古典医学書の大著。旧版は臨川書店（1979、手書き原稿と解題のみ）
- 占術大集成 古代インドの前兆占い（全2巻）　ヴァラーハミヒラ、杉田瑞枝と共訳注・解説、平凡社〈東洋文庫〉 1995
- インド数学研究　数列・円周率・三角法　楠葉隆徳・林隆夫と共著、恒星社厚生閣 1997、オンデマンド版2016